# Ernst Gottlieb (Anhalt-Plötzkau)
Ernst Gottlieb von Anhalt-Plötzkau (* 4. September 1620 in Plötzkau; † 7. März 1654 in Plötzkau) aus dem Geschlecht der Askanier war Fürst von Anhalt-Plötzkau.

## Leben
Ernst Gottlieb war der älteste Sohn des Fürsten August von Anhalt-Plötzkau (1575–1653) aus dessen Ehe mit  Sibylle (1590–1659), Tochter des Grafen Johann Georg zu Solms-Laubach.
Er folgte seinem Vater gemeinsam mit seinen beiden jüngeren Brüdern Leberecht und Emanuel 1653 in der Regierung von Anhalt-Plötzkau. Ernst Gottlieb starb schon im Jahr darauf, sieben Monate nach seinem Vater, bevor seine Brüder die Linie Anhalt-Köthen beerbten.
Ernst Gottlieb war unter dem Namen der Starke, dem Bild des Lärchenbaums und der Devise In seinem Saft Mitglied der Fruchtbringenden Gesellschaft. Sein Motto lautete:
Der Herr ist meine Macht und Stärcke,
 er ist von dem ich sing’ und dicht’ 
Bey ihm ich hülff und trost vermercke,
Er ist mein Heil und zuversicht.